# ハーフィズ・アル＝アサド

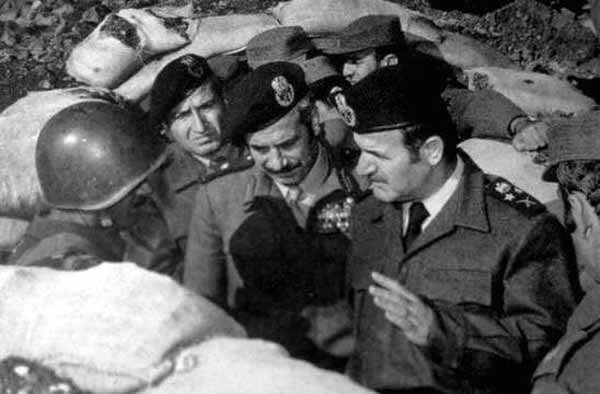
第四次中東戦争にて兵士を激励するアサド（1973年10月）

ハーフィズ・アル＝アサド（حافظ الاسد Ḥāfiẓ al-Asad, 1930年10月6日 - 2000年6月10日）は、シリアの軍人、政治家、第4代大統領（在任1971年 - 2000年）。日本語ではハーフェズ・アル＝アサドとも表記し、アサドが姓として認識される場合が多い。
シリアで流通している1000シリア・ポンド紙幣に肖像が描かれている。

## 経歴

### 空軍軍人
シリア北部のアンサーリーヤ山地にあるアラウィー派の小村カルダーハで、カルビイヤ部族の貧しい家庭の9番目の子として生まれた。高校在学中の1946年、16歳でバアス党に入党するなど早くから積極的な政治活動に取り組んでいた。ラタキアの高校を首席で卒業した後、経済上の理由から大学進学をあきらめ1952年にアレッポの飛行士官学校に入校し、ソビエト連邦（ソ連）での訓練を経た1955年の卒業後、少尉に任官し、シリア空軍に入隊した。なお、後に後継者と目された長男バースィル・アル＝アサドもソ連に留学させることになる。
アラブ連合共和国成立後、カイロに派遣され戦闘飛行隊長となり、後のエジプト大統領ホスニー・ムバラクとともに訓練を受けるが、エジプトとの連合への懐疑的な見解により軍から解雇された。カイロでは、秘密軍事委員会を組織して同じアラウィー派のサラーフ・ジャディード、ムハンマド・ウムラーンと共にアラブ社会主義バアス党の運動に参加し、シリア帰国後、1963年のクーデター(3月8日革命)に参加した。バアス党政権が樹立されると国防相を務めた。1966年から1970年まで空軍司令官を兼任。

### 政権樹立
1967年の第三次中東戦争でゴラン高原を失うと、バアス党内ではジャディード党地域指導部書記長率いる急進派と穏健・現実主義派が対立し、アサド（当時国防相）がリーダーとなった穏健派が1969年2月28日の政変で実権を握った。アサドはジャディードに肩入れしたソ連による干渉に激怒し、腹心のムスタファ・タラースを中ソ対立から中ソ国境紛争を起こしたばかりの中華人民共和国に派遣して武器支援を獲得させ、毛主席語録を掲げさせた。
1970年9月に隣国でヨルダン内戦が勃発した。その後ヨルダン軍とPLOとの戦闘はヨルダン各地に波及し、圧倒的な軍事力と国民からの支持を持つヨルダン軍に対してPLOは敗走を重ねる。しかしこれに対して、かねてからヨルダンと対立していた上に、（ソビエト連邦からの後援を受け）PLO及びPFLPに対する支援に積極的な隣国のシリアのヌーレッディーン・アル＝アターシー大統領が、陸軍部隊をヨルダン領内に侵入させたことなどを受けて、ヨルダン国内は混乱状態に陥った。さらに、かねてからPLOの姿勢に懐疑的であったアサドは、アターシー大統領の出動命令を拒否した。
1970年11月、ジャディードはアサドとタラースへの反撃を試みたが、アサドはクーデター（矯正運動）でジャディードとアル＝アターシー大統領を失脚させて全権を握った。アサドは首相と国防相を兼ね、さらにバアス党のシリア地域指導部書記長に就任し、翌1971年には国民投票により大統領に選出された。以後は対外的にはゴラン高原の奪還を目標として、アラブ諸国間の対イスラエル強硬派としてエジプトのアンワル・アッ＝サーダート大統領と組み、第四次中東戦争に参戦。また、エジプトとアラブ共和国連邦を樹立した。ソ連との結びつきも強め、タルトゥースにソ連軍の基地を設置させた。国内では事実上の一党独裁と軍事力による政治で民心の引き締めを行う一方、バアス党の世俗的民族主義の立場から「シリア・ムスリム同胞団」勢力を抑圧した。
1976年からはレバノン内戦にシリア軍を派兵して介入し始めた。レバノンを事実上の影響下に置くに至る。同時期にバアス党左派がアサド政権に対してクーデターを起こして失敗。多数の将校とコマンド部隊を中心に約4000人を逮捕したことで、結果的に不満分子を一掃することにも成功した。
1970年代後半から経済状況が悪化し、またイスラム教スンニ派が大多数のシリアにおいては約１０％を占める程度の少数派に過ぎないイスラム教アラウィ派を優遇したことから国内最大宗派のスンニ派の反発を招き、国内でムスリム同胞団などの台頭がみられるなど、政権基盤の不安定化がみられた。イラン革命に触発された1980年代前半にはイスラム主義者による政権に対する反抗が激化し、1982年には中部の都市ハマーなどでイスラム主義勢力による暴動が起こるが、アサド政権はこれを武力鎮圧した（ハマー虐殺）。これによってシリアにおけるムスリム同胞団の活動は衰退に向かう。
翌1983年にアサドが心臓病で入院している最中、軍部で実力をもつ弟リファアト・アル＝アサド革命防衛隊司令官がクーデターを計画、軍部はアサド派とリファアト派に分かれ内戦寸前となった。退院したアサドはいったんリファアトを安全保障担当の副大統領に据えて懐柔し、注意深くその勢力を削いだ後、1984年にフランスおよびスペインに追放した。

### 長期政権と後継問題

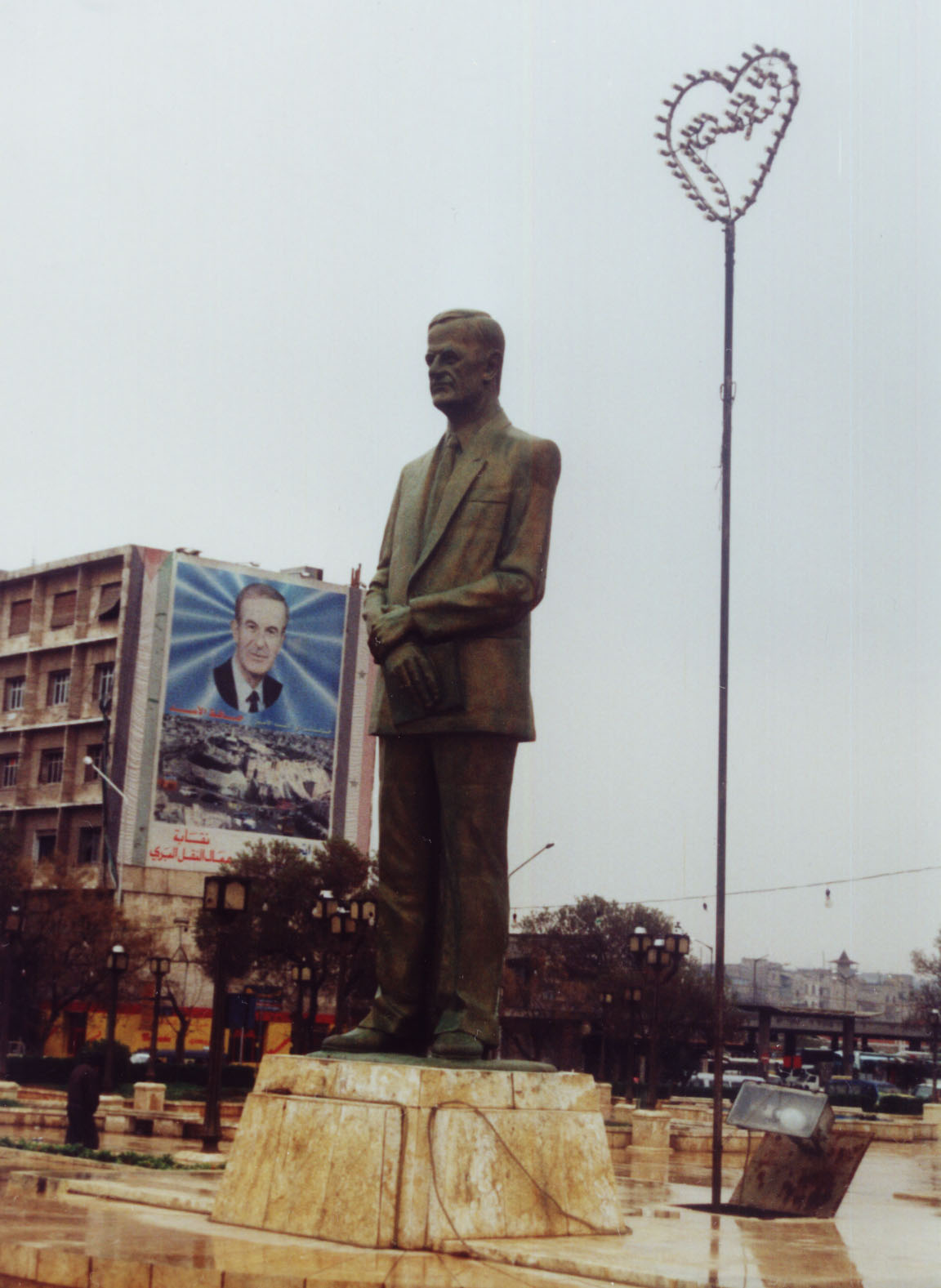
シリアでは各所でアサドの銅像や肖像画を見かける（2001年、アレッポにて）

バアス党の正統性やユーフラテス河の水資源利用をめぐり、隣国イラクとは対立関係にあった。このためイラン・イラク戦争ではアラブ諸国で唯一イランを支持し、イラクとの国境を閉鎖した。1990年の湾岸戦争ではイラクのクウェート侵攻を受けてイラクと国交を断絶し、イラン・イラク戦争ではイラクを支持したアメリカ合衆国やサウジアラビアとの関係を改善し、多国籍軍の一員としてサウジアラビアにも派兵した。当時のアメリカ国務長官ジェイムズ・ベイカーによれば、このシリアの決定にはアサドと個人的に交流があったエジプトのムバラク大統領が関わっていたとされる。1990年代にはマドリードで行われた中東和平会議に参加するなどイスラエルとの交渉を開始するが、ゴラン高原の全面返還という原則を譲らず、状況の打開を見出せないまま交渉は一度の中断を挟んで停滞した。
1994年には、長男バースィルを交通事故で失い、後継者問題が不安定化したことで大きな打撃を被ったが、ロンドンで医師として生活していた次男バッシャールを急遽呼び寄せて後継者としての帝王教育を施した。それでも後継者としてのバッシャールに対する不安感は拭えなかったため、ロンドン留学で身につけた学歴や開かれた国際感覚といった息子の「博識」さを特徴づける試みとして、父ハーフィズは情報科学協会の会長にバッシャールを就任させた。若手官僚の育成やインターネットの導入など、バッシャールをシリアの近代化や若い世代の旗手として位置付けようとしたほか、彼を軍医としてシリア軍に勤務させるなどバッシャール自身にも高級軍人としての経験や実績を積ませようとした。
また、バッシャールの政治手腕を疑問視あるいは後継指名に反発していたアリー・ハイダル前特殊部隊司令官を逮捕し、ヒクマト・アル＝シハービー軍参謀総長とムハンマド・フーリー空軍司令官を退役させ、ムハンマド・ナースィーフ総合情報部次長兼内務部長とアリー・ドゥーバ軍事情報部長を降格するなど、今までハーフィズ・アサド体制を支えてきた古参軍幹部や情報将校を粛清する政策を進め、政権の世襲化と息子の軍・治安機関部門における基盤強化を図った。

### 死去

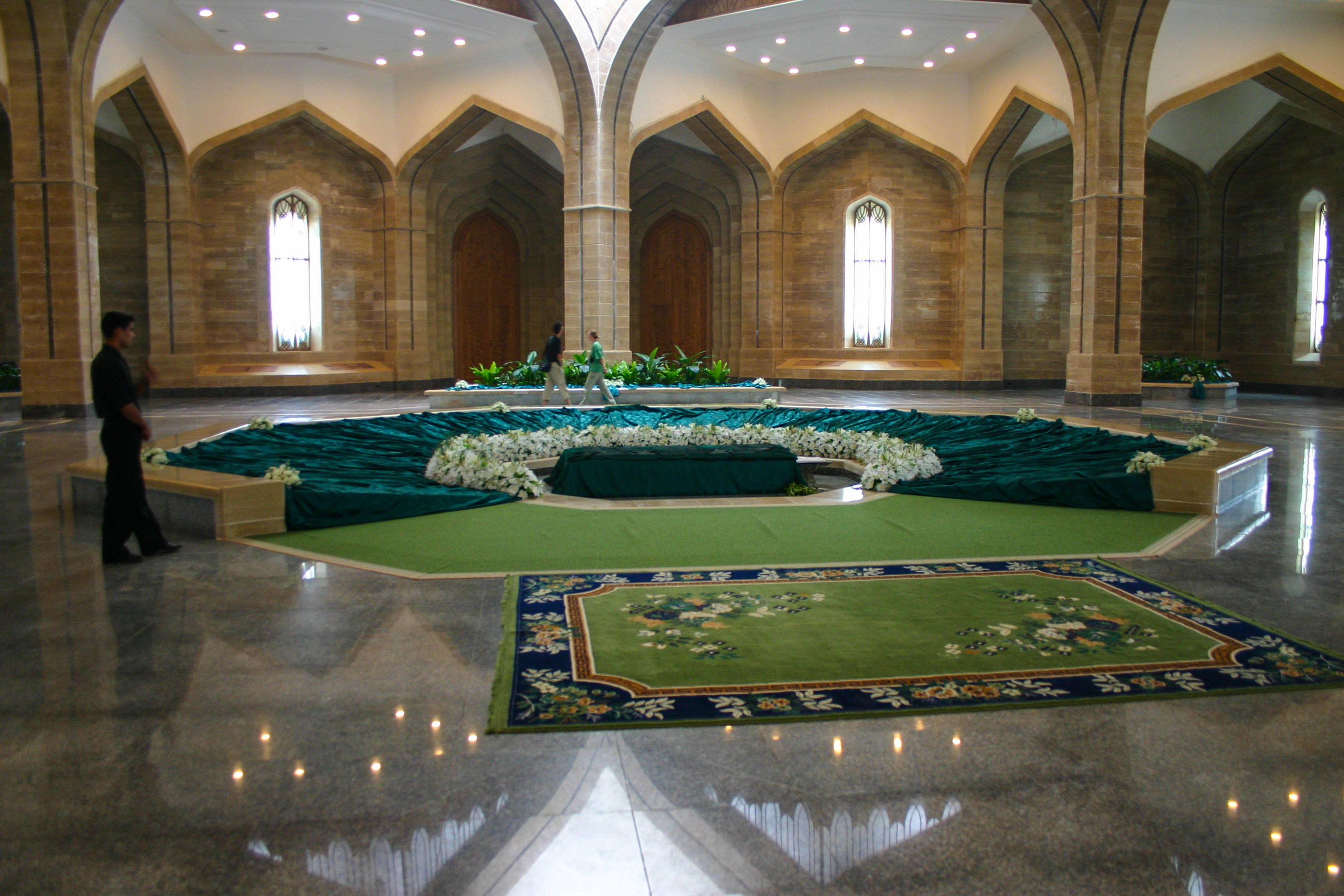
カルダーハのアサド霊廟

持病の心臓病を抱えながら晩年も精力的に政務をこなしていたが、2000年6月10日にレバノンのサリーム・アル＝フッス首相との電話会談中に心臓発作で死去。69歳没。後継大統領には予定通り次男のバッシャールが就任した。
死去から24年後の2024年12月、2024年シリア反体制派攻勢により、大統領であったバッシャールがロシアに亡命し、アサド政権は崩壊した。これにより各地で建てられていたハーフィズやバッシャールなどアサド家の銅像が民衆により引き倒されたり、肖像画が剥がされたりしている。
また、故郷カルダーハのアサド霊廟に葬られていたハーフィズの遺骸は政権崩壊後に焼却され、霊廟も破壊された。

## 家族・親族

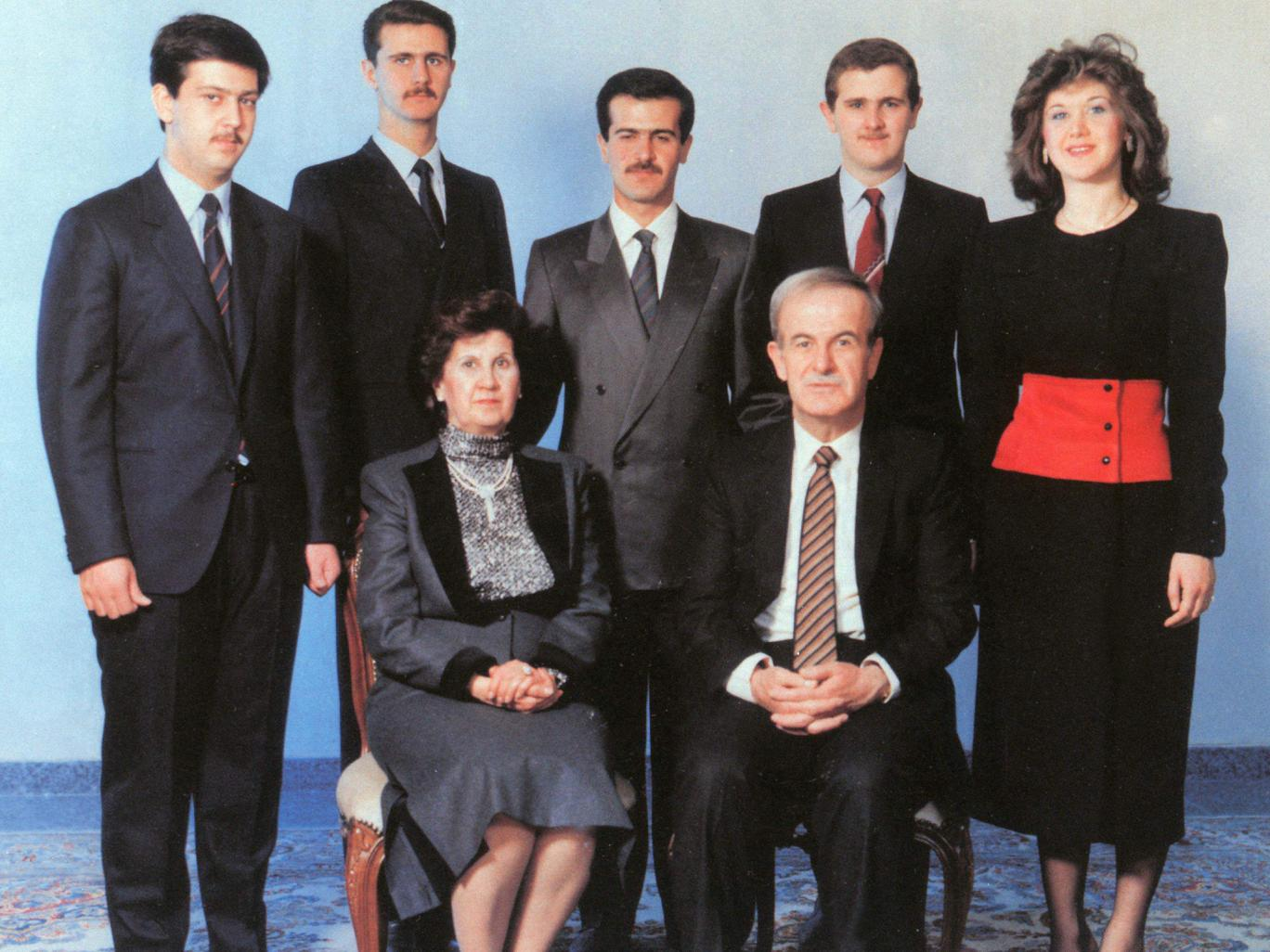
ハーフィズとその家族。前列で椅子に座っているのは、ハーフィズと妻アニーサ。
後列左から四男マーヘル、次男バッシャール、長男バースィル、三男マジド、長女ブシュラー

16人兄弟であり、弟の1人にリバル・アル＝アサドがいた。
ハーフィズ・アサドは妻アニーサ・マフルーフとの間に5人の子供がいる。
- 長女・ブシュラー（1960 - ）は、薬剤師と父の秘書を長く務めていた。父ハーフィズや兄バースィルの意向に反してアースィフ・シャウカト准将（1950 - 2012）と結婚した。なお、アースィフ・シャウカトはハーフィズ死後は軍事情報局長官、国防次官、軍参謀次長などを歴任し、義弟のバッシャール・アサドの政権を支えてきたが、シリア内戦勃発後の2012年に反体制派武装組織の爆弾攻撃で暗殺された。
- 長男・バースィル（1962 - 1994）は、大学を卒業し土木技師の資格を得た後に軍人となり、1984年より亡命したリファアトの後任の革命防衛隊司令官に就任。当初は事実上の後継者と見られていたが、1994年に自動車事故で死亡した。
- 次男・バッシャール（1965 - ）は、眼科医であったが兄の死去後は父の後継者となり、共和国防衛隊にて勤務した。2024年までシリア大統領を務めていた。
- 三男・マジド（1966 - 2009）は、電気技師であったが、兄弟達とは違って政治の表舞台には一切登らなかった。長い闘病生活の末に2009年12月に死去。
- 四男・マーヘル（1967 - ）は、シリア陸軍少将である。1996年に少佐に任官した。姉ブシュラーの夫シャウカトとは不仲であり、口論の末にシャウカトを銃撃するという事件を起こしたことがある。共和国防衛隊で一時勤務したのち、第4機甲師団隷下の旅団長職に移動となった。2024年12月の政権崩壊以後の消息は不明。

## 顕彰
死後、国内各地に銅像が建立されてきたが、2024年12月8日、反体制派が主要都市ホムスを占拠した際に市内にあった銅像は全て倒された。

## 参照
1. ↑  Reich, Bernard (1990). Political Leaders of the Contemporary Middle East and North Africa: A Biographical Dictionary. Greenwood Publishing Group. ISBN 978-0-313-26213-5. p. 53.
2. ↑  Peter Mansfield (1973). The Middle East: a political and economic survey. Oxford University Press. p. 480. ISBN 0-19-215933-X 2018年7月1日閲覧。
3. ↑  George Meri Haddad, Jūrj Marʻī Ḥaddād (1973). Revolutions and Military Rule in the Middle East: The Arab states pt. I: Iraq, Syria, Lebanon and Jordan, Volume 2. R. Speller. p. 380 2018年7月1日閲覧。
4. ↑  Europa Publications Limited (1997). The Middle East and North Africa, Volume 43. Europa Publications. p. 905. ISBN 1-85743-030-1 2018年7月1日閲覧。
5. ↑  Robert Owen Freedman (1982). The Soviet Policy Toward the Middle East Since 1970. Praeger. p. 34. ISBN 978-0-03-061362-3 2018年7月1日閲覧。
6. ↑  Robert Owen Freedman (1991). Moscow and the Middle East: Soviet policy since the invasion of Afghanistan. CUP Archive. p. 40. ISBN 0-521-35976-7 2018年2月1日閲覧。
7. ↑  シリアのバース党左派 クーデター未遂 レバノン介入で不満『朝日新聞』1976年（昭和51年）4月28日、13版、7面
8. ↑  FOREIGN AFFAIRS JAPAN -ホスニ・ムバラクの功罪
9. ↑  “アサド政権崩壊を反政府勢力が宣言 シリア”. AFPBB News. (2024年12月8日)
10. ↑  “あ、落ちた！ 大統領の兄弟像引き倒される シリア・アレッポ”. ABEMA TIMES. (2024年12月4日)
11. ↑  “Syria rebels burn tomb of Bashar al-Assad's father Hafez” (英語). www.bbc.com. 2024年12月12日閲覧。
12. ↑  “シリアのアサド政権崩壊　アサド氏は空路首都離れる　父の代から50年以上の強権体制に幕”.   産経新聞 (2024年12月8日). 2024年12月8日閲覧。

| 公職                            | 公職                                             | 公職                            |
| ------------------------------- | ------------------------------------------------ | ------------------------------- |
| 先代 アフマド・アル＝ハティーブ | シリア・アラブ共和国大統領 第4代∶1971年 - 2000年 | 次代 バッシャール・アル＝アサド |